# Pruhounovití (žraloci)
Pruhounovití (Proscylliidae) je nepočetná čeleď žraloků z řádu žralounů (Carcharhiniformes). Stejně jako pro ostatní zástupce tohoto řádu jsou pro ně charakteristické dvě hřbetní ploutve, řitní ploutev, pět žaber a oční ochranná blána. Jde o malé, 16–65 cm dlouhé hlubinné druhy žraloků, zaznamenané v hloubkách mezi 50 až 766 metry. Vyskytují se od tropického do mírného pásu. Jeden druh obývá severozápadní Atlantik, ostatní druhy převážně Indopacifickou oblast. Strava těchto lidem neškodných žraloků se skládá z malých ryb a bezobratlých.

## Systematika
Nejstarší fosilní druh pruhounovitých pochází již ze střední Jury. K pruhounovitýcm se řadí 7 druhů žraloků ve 3 rodech.
- rod Ctenacis Compagno, 1973
  - Ctenacis fehlmanni (Springer, 1968) – pruhoun somálský

- rod Eridacnis Smith, 1913
  - Eridacnis barbouri (Bigelow & Schroeder, 1944) – pruhoun kubánský
  - Eridacnis radcliffei Smith, 1913 – pruhoun indický
  - Eridacnis sinuans (Smith, 1957) – pruhoun jihoafrický

- rod Proscyllium Hilgendorf, 1904
  - Proscyllium habereri Hilgendorf, 1904 – pruhoun štíhlý
  - Proscyllium magnificum Last & Vongpanich, 2004 – bez českého názvu
  - Proscyllium venustum (Tanaka, 1912) – pruhoun spanilý